# Análisis térmico

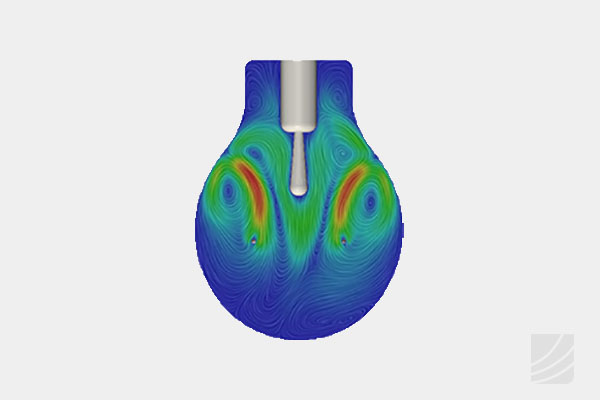
La transferencia de calor se produce como resultado del movimiento del fluido, causado por la flotabilidad y/o fuentes externas como un ventilador o un calentador - en este caso se observa el flujo convectivo dentro de una bombilla debido al filamento calentado.

El análisis térmico es una rama de la ciencia de los materiales donde se estudian las propiedades de los materiales a medida que cambian con la temperatura. Se utilizan comúnmente varios métodos, que se distinguen entre sí por la propiedad que se mide: 
- Análisis térmico dieléctrico (DEA): permitividad dieléctrica y factor de pérdida
- Análisis térmico diferencial (DTA): diferencia de temperatura versus temperatura o tiempo
- Calorimetría diferencial de barrido (DSC): cambios en el flujo de calor en función de la temperatura o el tiempo
- Dilatometría (DIL): cambios de volumen con el cambio de temperatura
- Análisis mecánico dinámico (DMA o DMTA)   : mide el módulo de almacenamiento (rigidez) y el módulo de pérdida (amortiguación) en función de la temperatura, el tiempo y la frecuencia
- Análisis de gases Evolved (EGA): análisis de gases desprendidos durante el calentamiento de un material, por lo general los productos de descomposición
- Análisis de flash láser (ALF): difusividad térmica y conductividad térmica.
- Análisis termogravimétrico (TGA): cambio de masa versus temperatura o tiempo
- Análisis termomecánico (TMA): cambios dimensionales versus temperatura o tiempo
- Análisis termo-óptico (TOA): propiedades ópticas
- Derivatografía: un método complejo en análisis térmico[1]

El análisis térmico simultáneo (STA) generalmente se refiere a la aplicación simultánea de termogravimetría (TGA) y calorimetría diferencial de barrido (DSC) a una misma muestra en un solo instrumento. Las condiciones de prueba son perfectamente idénticas para las señales TGA y DSC (misma atmósfera, caudal de gas, presión de vapor de la muestra, velocidad de calentamiento, contacto térmico con el crisol y el sensor de la muestra, efecto de radiación, etc.). La información recopilada puede incluso mejorarse acoplando el instrumento STA a un Analizador de Gas Evolucionado (EGA) como la espectroscopia infrarroja de transformada de Fourier (FTIR) o la espectrometría de masas (MS). 
Otros métodos, menos comunes, miden la emisión de luz o sonido de una muestra, o la descarga eléctrica de un material dieléctrico, o la relajación mecánica en una muestra estresada. La esencia de todas estas técnicas es que la respuesta de la muestra se registra como una función de la temperatura (y el tiempo). 
Es habitual controlar la temperatura de una manera predeterminada, ya sea por un aumento o disminución continuo de la temperatura a una velocidad constante (calentamiento/enfriamiento lineal) o mediante una serie de determinaciones a diferentes temperaturas (mediciones isotérmicas por pasos). Se han desarrollado perfiles de temperatura más avanzados que utilizan una velocidad de calentamiento oscilante (generalmente de onda sinusoidal o cuadrada) (Análisis térmico de temperatura modulada) o modifican la velocidad de calentamiento en respuesta a los cambios en las propiedades del sistema (Análisis térmico controlado por muestra). 
Además de controlar la temperatura de la muestra, también es importante controlar su entorno (por ejemplo, la atmósfera). Las mediciones pueden realizarse en aire o bajo un gas inerte (por ejemplo, nitrógeno o helio).  También se han utilizado atmósferas reductoras o reactivas y las mediciones incluso se realizan con la muestra rodeada de agua u otros líquidos. La cromatografía de gases inversa es una técnica que estudia la interacción de gases y vapores con una superficie. Las mediciones a menudo se realizan a diferentes temperaturas para que se pueda considerar que estos experimentos están bajo los auspicios del análisis térmico. 
La microscopía de fuerza atómica utiliza un lápiz óptico fino para mapear la topografía y las propiedades mecánicas de las superficies a una alta resolución espacial. Al controlar la temperatura de la punta calentada y / o la muestra, se puede realizar una forma de análisis térmico con resolución espacial. 
El análisis térmico también se usa a menudo como un término para el estudio de la transferencia de calor a través de estructuras. Muchos de los datos de ingeniería básica para modelar tales sistemas provienen de mediciones de capacidad de calor y conductividad térmica. 

## Polímeros
Los polímeros representan otra gran área en la que el análisis térmico encuentra aplicaciones sólidas. Los polímeros termoplásticos se encuentran comúnmente en el empaque diario y en los artículos para el hogar, pero para el análisis de las materias primas, los efectos de los muchos aditivos utilizados (incluidos los estabilizantes y los colores) y el ajuste fino del proceso de moldeo o extrusión utilizado se pueden lograr mediante el uso de DSC. Un ejemplo es el tiempo de inducción de oxidación (OIT) por DSC, que puede determinar la cantidad de estabilizador de oxidación presente en un material polimérico termoplástico (generalmente una poliolefina). El análisis de la composición se realiza a menudo utilizando TGA, que puede separar rellenos, resinas de polímeros y otros aditivos. La TGA también puede dar una indicación de la estabilidad térmica y los efectos de los aditivos, como los retardantes de llama. 
El análisis térmico de materiales compuestos, tales como materiales compuestos de fibra de carbono o materiales compuestos de epoxi de vidrio, se realizan a menudo utilizando DMA o DMTA, que puede medir la rigidez de los materiales al determinar el módulo y las propiedades de amortiguación (absorción de energía) del material.  Las compañías aeroespaciales a menudo emplean estos analizadores en el control de calidad de rutina para garantizar que los productos que se fabrican cumplan con las especificaciones de resistencia requeridas.  Los fabricantes de autos de carreras de Fórmula 1 también tienen requisitos similares. La DSC se utiliza para determinar las propiedades de curado de las resinas utilizadas en los materiales compuestos, y también puede confirmar si una resina se puede curar y la cantidad de calor que se genera durante ese proceso. La aplicación del análisis de cinética predictiva puede ayudar a afinar los procesos de fabricación. Otro ejemplo es que la TGA se puede usar para medir el contenido de fibra de los compuestos al calentar una muestra para eliminar la resina mediante la aplicación de calor y luego determinar la masa restante. 

## Metales
La producción de muchos metales ( hierro fundido, hierro gris, hierro dúctil, hierro de grafito compactado, aleaciones de aluminio de la serie 3000, aleaciones de cobre, plata y aceros complejos) se complementa con una técnica de producción también conocida como análisis térmico. Se retira una muestra de metal líquido del horno o cucharón y se vierte en un recipiente para muestras con un termopar incorporado. Luego se controla la temperatura y se anotan las detenciones del diagrama de fase ( liquidus, eutéctico y solidus). A partir de esta información, se puede calcular la composición química basada en el diagrama de fase, o se puede estimar la estructura cristalina de la muestra moldeada, especialmente para la morfología del silicio en aleaciones hipo-eutécticas de Al-Si. En términos estrictos, estas mediciones son curvas de enfriamiento y una forma de análisis térmico controlado por muestra, por lo que la velocidad de enfriamiento de la muestra depende del material de la copa (generalmente arena unida) y del volumen de la muestra, que normalmente es una constante debido al uso de copas de muestra de tamaño estándar .  Para detectar la evolución de la fase y las temperaturas características correspondientes, la curva de enfriamiento y su primera curva derivada deben considerarse simultáneamente.  El examen de las curvas de enfriamiento y derivadas se realiza utilizando el software de análisis de datos adecuado. El proceso consiste en trazar, suavizar y ajustar la curva, así como identificar los puntos de reacción y los parámetros característicos. Este procedimiento se conoce como análisis térmico de la curva de enfriamiento asistido por computadora.
Las técnicas avanzadas utilizan curvas diferenciales para ubicar los puntos de inflexión endotérmica, como los orificios de gas y la contracción, o las fases exotérmicas, como los carburos, los cristales beta, el cobre cristalino, el siliciuro de magnesio, el fosfuro de hierro y otras fases a medida que se solidifican. Los límites de detección parecen estar alrededor de 0.01% a 0.03% del volumen. 
Además, la integración del área entre la curva cero y la primera derivada es una medida del calor específico de esa parte de la solidificación que puede llevar a estimaciones aproximadas del porcentaje de volumen de una fase. (Algo debe ser conocido o asumido sobre el calor específico de la fase en comparación con el calor específico generall) A pesar de esta limitación, este método es mejor que las estimaciones del análisis micro bidimensional, y mucho más rápido que la disolución química. 

## Alimentos
La mayoría de los alimentos están sujetos a variaciones en su temperatura durante la producción, transporte, almacenamiento, preparación y consumo, por ejemplo, pasteurización, esterilización, evaporación, cocción, congelación, refrigeración, etc. Los cambios de temperatura causan alteraciones en las propiedades físicas y químicas de los componentes de los alimentos que influyen en las propiedades generales del producto final, por ejemplo, sabor, aspecto, textura y estabilidad. Se pueden promover reacciones químicas tales como hidrólisis, oxidación o reducción, o cambios físicos, como evaporación, fusión, cristalización, agregación o gelificación. Una mejor comprensión de la influencia de la temperatura en las propiedades de los alimentos permite a los fabricantes de alimentos optimizar las condiciones de procesamiento y mejorar la calidad del producto. Por lo tanto, es importante que los científicos de alimentos tengan técnicas analíticas para monitorear los cambios que ocurren en los alimentos cuando su temperatura varía.  Estas técnicas a menudo se agrupan bajo el título general de análisis térmico. En principio, la mayoría de las técnicas analíticas se pueden usar, o adaptar fácilmente, para monitorear las propiedades dependientes de la temperatura de los alimentos, por ejemplo, espectroscópicas ( RMN, UV visible, espectroscopía IR, fluorescencia), dispersión ( luz, rayos X, neutrones), físico (masa, densidad, reología, capacidad calorífica) etc. Sin embargo, en la actualidad, el término análisis térmico generalmente se reserva para un rango estrecho de técnicas que miden los cambios en las propiedades físicas de los alimentos con temperatura (TG / DTG, DTA, DSC y temperatura de transición). 

## Placas de circuito impreso
La disipación de energía es un tema importante en el diseño actual de las PCB. La disipación de potencia provocará una diferencia de temperatura y supondrá un problema térmico para un chip. Además del problema de la confiabilidad, el exceso de calor también afectará negativamente el rendimiento eléctrico y la seguridad. Por lo tanto, la temperatura de trabajo de un IC debe mantenerse por debajo del límite máximo permitido en el peor de los casos. En general, las temperaturas de unión y ambiente son 125 °C y 55 °C, respectivamente. El tamaño cada vez más pequeño del chip hace que el calor se concentre en un área pequeña y conduce a una alta densidad de potencia. Además, los transistores más densos que se juntan en un chip monolítico y una frecuencia de operación más alta causan un empeoramiento de la disipación de potencia. Eliminar el calor efectivamente se convierte en el problema crítico a resolver. 